# Stadion Meteor w Dnieprze
Stadion „Meteor” (ukr. Cтадіон «Метеор») – wielofunkcyjny stadion w Dnieprze na Ukrainie.
Stadion „Meteor” w Dnieprze został zbudowany w 1966. Wtedy stadion mieścił 35 000 widzów. Do zbudowania Dnipro Areny był domową areną klubu FK Dnipro. Po rekonstrukcji w 2002 roku stadion dostosowano do wymóg standardów UEFA i FIFA, wymieniono stare siedzenia na siedzenia z tworzywa sztucznego. Rekonstruowany stadion może pomieścić 24 381 widzów.